# Ben Kynard
Ben Kynard (28. února 1920 Eureka Springs, Arkansas, USA – 5. července 2012 Kansas City, Missouri, USA) byl americký jazzový saxofonista, hrající na altsaxofon a barytonsaxofon. V letech 1946–1953 byl členem orchestru Lionela Hamptona. Je rovněž spoluautorem jeho hitu „Red Top“.